# Georges Paillard

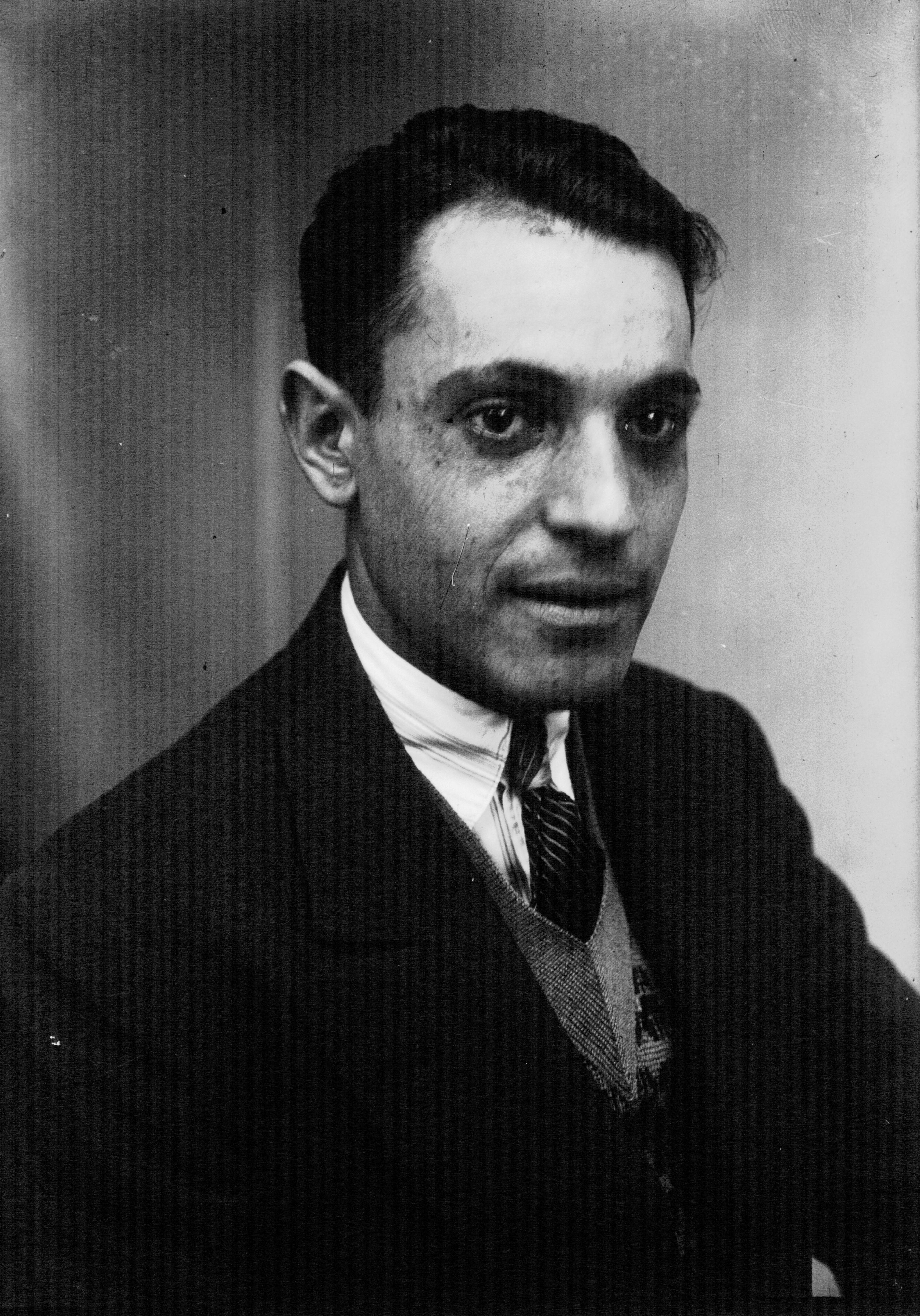
Georges Paillard (1929)

Georges Auguste Joseph Paillard (* 12. Februar 1904 in Saint-Gemmes-d'Andigné; † 22. April 1998 in Angers) war ein französischer Radrennfahrer und zweimaliger Weltmeister.

## Sportliche Laufbahn
Georges Paillard debütierte als Rennfahrer im Alter von 14 Jahren. 1920 startete er bei den Olympischen Spielen in Antwerpen im Sprint, konnte sich jedoch nicht platzieren. 1922 wurde er Französischer Meister im Sprint. Im Jahr darauf gewann er zwei Straßenrennen, Paris-Dieppe sowie Rouen-Le Havre. Anschließend wurde er Profi und spezialisierte sich auf Steherrennen.
Zweimal, 1929 und 1932, wurde Paillard Steher-Weltmeister, 1930 belegte er den zweiten Rang. Sechsmal wurde er Französischer Meister der Profi-Steher. 1937 gewann er das Critérium des As.
Georges Paillard stellte auch einige Rekorde auf: Am 29. März 1937 erreichte er eine neue Höchstgeschwindigkeit von 137,404 Kilometern pro Stunde hinter Motorführung auf der Radrennbahn von Montlhéry. 1949 erhöhte er den Stundenweltrekord auf 96,480 Kilometer.

## Ehrungen
Die Radrennbahn von Noyant-la-Gravoyère trägt den Namen von Paillard.